# Křešín, Příbram
Křešín là một làng thuộc huyện Příbram, vùng Středočeský, Cộng hòa Séc.